# Jon Ossoff
Thomas Jonathan Ossoff (Atlanta, 16 de febrero de 1987) es un político y periodista de investigación estadounidense, senador senior de los Estados Unidos por Georgia desde enero de 2021, luego de haber derrotado en segunda vuelta al senador republicano David Perdue en 2021. Es miembro del Partido Demócrata.
Ossoff fue el candidato demócrata en las históricamente costosas elecciones especiales de 2017 para el sexto distrito del Congreso de Georgia, que durante mucho tiempo se había considerado un bastión republicano. Después de terminar primero, pero sin una mayoría en las elecciones primarias de todos los partidos, perdió la segunda vuelta con el 48,2% de los votos frente al 51,8% de la republicana Karen Handel.
Durante la elección al Senado de 2020 en Georgia, ninguno de los candidatos alcanzó el umbral del 50% en las elecciones generales del 3 de noviembre, lo que provocó una segunda vuelta el 5 de enero de 2021 y en consecuencia, Ossoff derrotó a Perdue.

## Posiciones políticas

### Aborto
Ossoff apoya el derecho al aborto y el acceso a la anticoncepción.

### Ambiente

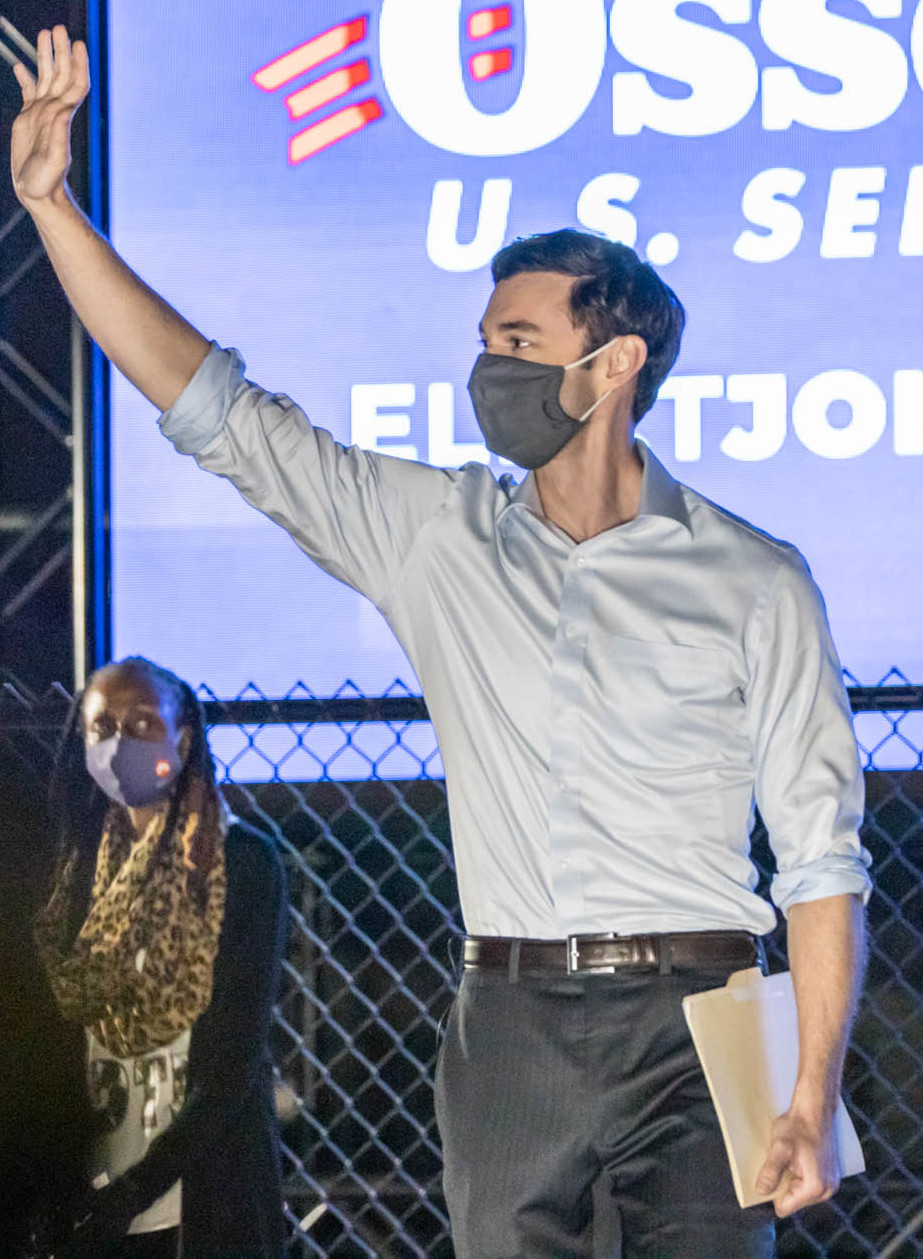
Ossoff saluda a sus seguidores después de un mitin de campaña en 2020

Acepta el consenso científico sobre el clima y ha dicho que "el cambio climático es una amenaza para nuestra seguridad y prosperidad". Apoya la participación estadounidense en el Acuerdo de París. No está a favor del Green New Deal.

### Inmigración
Ossoff apoya una reforma migratoria integral que fortalecería la aplicación de la ley a lo largo de la frontera mexicana y proporcionaría un camino hacia la ciudadanía para algunos inmigrantes indocumentados.